# سیرین هناوی
سیرین هناوی (عربی: سيرين هناوي؛ زادهٔ ۱۰ ژانویهٔ ۱۹۸۸) بازیکن والیبال زن اهل الجزایر است.